# الحرف (مابن)

تعديل مصدري - تعديل

الحرف محلة تابعة لقرية مابن، التابعة لعزلة السلق بمديرية حبيش إحدى مديريات محافظة إب في الجمهورية اليمنية، بلغ تعداد سكانها 86 حسب تعداد اليمن لعام 2004.